# 笠谷幸生
笠谷幸生（日语：／ Kasaya Yukio，1943年8月17日—2024年4月23日），日本滑雪運動員，生於北海道後志支廳余市郡大江村（現仁木町）。1972年冬季奧運贏得跳台滑雪金牌，成為第一位亞洲籍冬季奧運金牌得主。
出生于北海道余市区大江村（现仁木町）。 毕业于 Yoichi High School 和明治大学。 他属于 Nikka Whisky。 2003 年紫绶带奖章。 他于 2018 年被授予文化功绩人物。 他的哥哥是 Masao Kasaya，他也是一名跳台滑雪运动员。

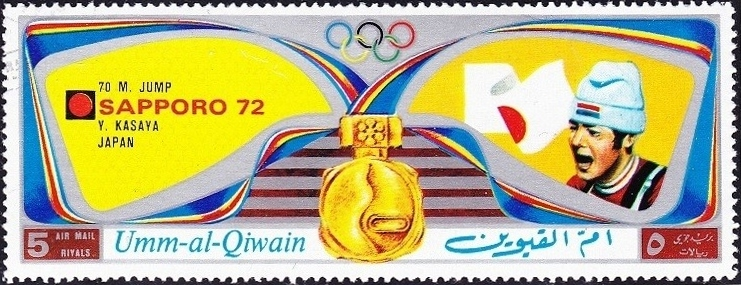
1972年烏姆蓋萬郵票上的笠谷

## 外部連結
- 笠谷幸生在國際滑雪總會
- 笠谷幸生在Olympedia的个人资料和比赛数据